# بيت الكولى (كحلان عفار)

تعديل مصدري - تعديل

بيت الكولى هي إحدى قرى عزلة كحلان بمديرية كحلان عفار التابعة لمحافظة حجة، بلغ تعداد سكانها 579 نسمة حسب تعداد اليمن لعام 2004.